# Брадфорд Вудс (Пенсилванија)
Брадфорд Вудс (енгл. Bradford Woods) град је у америчкој савезној држави Пенсилванија.

## Демографија
По попису из 2010. године број становника је 1.171, што је 22 (1,9%) становника више него 2000. године.
| Група             | 2000.         | 2010.         |
| Белци             | 1.124 (97,8%) | 1.137 (97,1%) |
| Афроамериканци    | 0 (0,0%)      | 7 (0,6%)      |
| Азијати           | 10 (0,9%)     | 11 (0,9%)     |
| Хиспаноамериканци | 9 (0,8%)      | 6 (0,5%)      |
| Укупно            | 1.149         | 1.171         |